# Jon Avnet
Jonathan Michael Avnet (New York, 17 novembre 1949) è un produttore cinematografico, produttore televisivo, regista e sceneggiatore statunitense.

## Biografia
Nato a Brooklyn ha studiato alla Great Neck North High School di Great Neck, in seguito si laurea in cinematografia e teatro al Sarah Lawrence College, inoltre vince una borsa di studio all'American Film Institute. Inizia la sua carriera producendo numerose produzioni televisive e film come Risky Business - Fuori i vecchi... i figli ballano. Nel 1986 fonda una sua società di produzione.
Il suo debutto dietro la macchina da presa avviene nel 1991 con Pomodori verdi fritti alla fermata del treno, film candidato a tre premi Oscar, ma il vero debutto risale al 1986 con il film tv Ho imparato ad amarti con Farrah Fawcett. Negli anni successivi dirige film come Qualcosa di personale e L'angolo rosso - Colpevole fino a prova contraria. Nel 2007 dirige Al Pacino in 88 minuti e nel 2008 in Sfida senza regole, affiancandolo a Robert De Niro.

## Filmografia parziale

### Regista

#### Cinema
- Pomodori verdi fritti alla fermata del treno (Fried Green Tomatoes) (1991)
- The War (1994)
- Qualcosa di personale (Up Close & Personal) (1996)
- L'angolo rosso - Colpevole fino a prova contraria (Red Corner) (1997)
- 88 minuti (88 Minutes) (2007)
- Sfida senza regole (Righteous Kill) (2008)
- Lo stato della mente (Three Christs) (2017)
- L'ultimo rodeo (The Last Rodeo) (2025)

#### Televisione
- Squadriglia top secret (Call to Glory) – serie TV, episodi 1x14-1x19 (1984-1985)
- Ho imparato ad amarti (Between Two Women) – film TV (1986)
- La rivolta (Uprising) – film TV (2001)
- Boomtown – serie TV (2002-2003)
- Conviction – film TV (2005)
- The Starter Wife – serie TV, 6 episodi (2007)

### Produttore
- Quattro buone giornate (Four Good Days), regia di Rodrigo García (2020)